# Les Paradis artificiels (film)
Cet article concerne le film brésilien. Pour le festival musical lillois, voir Les Paradis artificiels (festival). Pour l'essai de Baudelaire, voir Les Paradis artificiels.
Pour plus de détails, voir Fiche technique et Distribution.
Les Paradis artificiels (Paraísos Artificiais) est un film brésilien réalisé par Marcos Prado, sorti en 2012.

## Synopsis
Deux amies, Érika et Lara, se rendent à un grand festival de plage brésilien et décident de se laisser aller.
Elles profitent de la musique, de l'alcool, de la drogue et même lors d'un après-midi torride, l'une de l'autre.
Elles rencontrent également un jeune homme, Nando. Les choses ne peuvent pas être mieux. Ce paradis peut-il durer ?

## Fiche technique
- Titre : Les Paradis artificiels
- Titre original : Paraísos Artificiais
- Titre anglais : Artificial Paradises
- Réalisation : Marcos Prado
- Scénario : Marcos Prado, Pablo Padilla, Cristiano Gualda
- Langue d'origine : Portugais
- Pays d'origine : Brésil
- Genre : Film dramatique
- Durée : 96 minutes
- Date de sortie :
  -  Brésil 4 mai 2012
  -  France 31 octobre 2012
  -  Hongrie 12 juin 2014

## Distribution
- Nathalia Dill : Érika
- Lívia de Bueno : Lara
- Luca Bianchi (pt) : Nando
- Bernardo Melo Barreto (pt) : Patrick
- César Cardadeiro (pt) : Lipe
- Divana Brandão : Márcia
- Emílio Orciollo Netto (pt) : Mouse
- Roney Villela : Mark
- Cadu Fávero (pt) : Anderson
- Erom Cordeiro (pt) : Carlão
- Sacha Bali (pt): Pierre

## Article annexe
- Psychotrope au cinéma et à la télévision